# 캐논 파워샷

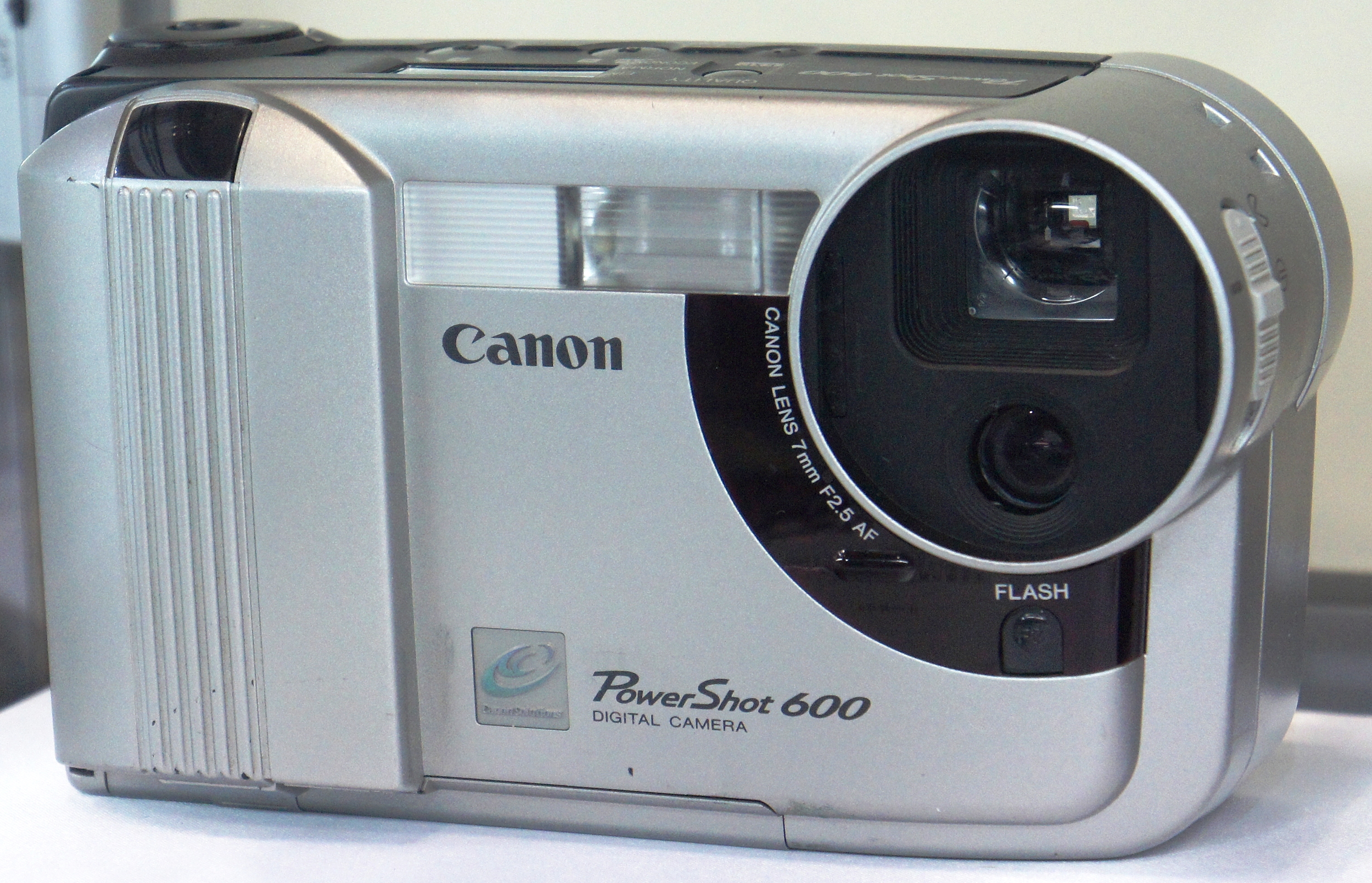

파워샷(PowerShot) 제품들은 캐논이 1996년 런칭한 소비자, 프로슈머 등급의 디지털 카메라 계열이다. 파워샷 계열은 캐논에 성공적이었으며 전 세계에서 가장 많이 판매되는 디지털 카메라 계열 중 하나이다.
CHDK(Canon Hack Development Kit) 프로젝트의 자유 소프트웨어는 파워샷 카메라를 프로그래밍적으로 거의 완전한 제어를 가능케 하는데, 사용자는 최대 베이직과 루마 스크립트를 포함하여 기능을 추가할 수 있다.
일부 파워샷 카메라 모델은 설계 결함이 있는 서드파티 CCD 센서의 영향을 받으며, 상당히 왜곡된 이미지를 보여준다. 캐논은 이러한 카메라의 무료 수리를 제공했다.

## 제품
현재 생산 중
- D 시리즈: 방수, 충격 방지
- E 시리즈: 디자인 지향 저예산 카메라
- G 시리즈: 고급 기능이 들어간 플래그십 카메라
- S/SD 시리즈 (다른 이름: PowerShot 디지털 ELPH, 디지털 IXUS, IXY 디지털): "퍼포먼스 앤드 스타일" 울트라 콤팩트 포인트 앤 슛 카메라
- S/SX 시리즈: 울트라 줌 카메라

("IS"와 "HS"는 시리즈가 아님. 이들은 이미지 안정화/image stabilization, 고감도성/high sensitivity을 의미.)
단종
- S 시리즈
- A 시리즈
- 파워샷 600 (1996)
- 프로 시리즈
- TX 시리즈: 하이브리드 카메라-캠코더